# Austin Barnes
Austin Barnes (Riverside, California, 28 de diciembre de 1989) es un jugador profesional mexicano nacido en Estados Unidos de béisbol que se desempeña en la posición de cácher en Los Angeles Dodgers, equipo de las Grandes Ligas de Béisbol (MLB).

## Carrera
Fue seleccionado en la novena ronda en el Draft de la MLB de 2011. En 2015 hizo su debut profesional con el equipo Los Angeles Dodgers, donde lleva jugando diez temporadas.